# I Follow Rivers
I Follow Rivers är en låt av svenska sångerskan Lykke Li från hennes andra studioalbum, Wounded Rhymes. Producerad av Björn Yttling från Peter Bjorn and John, släpptes den 21 januari 2011 som albumets andra singel. Låten hade exklusiv premiär på SPIN.com den 10 januari 2011.

## Musikvideo
Musikvideon, regisserad av Tarik Saleh och filmad i Närsholmen, Gotland visar Li i svart dräkt och slöja som jagar en man (porträtterad av den libanesisk-svenske skådespelaren Fares Fares) genom ett snölandskap.  

## Låtlista
- Dansk, finsk, norsk och svensk iTunes EP – Remixer

1. "I Follow Rivers" – 3:48
2. "I Follow Rivers" (Dave Sitek Remix) – 3:58
3. "I Follow Rivers" (Van Rivers & The Sublimial Kid) – 6:41

- Storbritannien iTunes EP[3]

1. "I Follow Rivers" (The Magician Remix) – 4:40
2. "I Follow Rivers" (Radio Edit) – 3:20

- Storbritannien 7" singel

A. "I Follow Rivers" – 3:48
B. "Get Some" (Primary 1 Remix)
- Storbritannien 12" singel – Remixer

A1. "I Follow Rivers" – 3:48
A2. "I Follow Rivers" (The Magician Remix) – 4:40
B1. "I Follow Rivers" (Van Rivers & The Subliminal Kid Remix) – 6:41
B2. "I Follow Rivers" (Tyler, The Creator Remix) – 3:41
- Tyskland CD-singel [4]

1. "I Follow Rivers" – 3:42
2. "I Follow Rivers" (Dave Sitek Remix) – 3:58
3. "I Follow Rivers" (The Magician Remix) – 4:40
4. "I Follow Rivers" (Van Rivers & The Sublimial Kid) – 6:41